# Kubische Funktion

Graph einer kubischen Funktion; die Nullstellen (y=0) sind dort, wo der Graph die x-Achse schneidet. Der Graph hat zwei Extrempunkte.

Graph der kubischen Funktion f(x)=1-x+x²+x³

Die drei Wurzeln der kubischen Funktion f(x)=1-x+x²+x³ in der Gaußschen Zahlenebene

In der Mathematik versteht man unter einer kubischen Funktion eine ganzrationale Funktion 3. Grades, also eine Funktion auf den reellen Zahlen, deren Funktionsgleichung in der Form
{\displaystyle f(x)=ax^{3}+bx^{2}+cx+d}
mit {\displaystyle a,b,c,d\in \mathbb {R} } und  {\displaystyle a\neq 0} geschrieben werden kann.
Kubische Funktionen können als reelle Polynomfunktionen von Polynomen über {\displaystyle \mathbb {R} } aufgefasst werden.

## Eigenschaften

### Verhalten im Unendlichen
Wie bei allen ganzrationalen Funktionen von ungeradem Grad gilt
{\displaystyle \lim \limits _{x\to +\infty }f(x)=+\infty }, {\displaystyle \lim \limits _{x\to -\infty }f(x)=-\infty },
falls der führende Koeffizient {\displaystyle a} positiv ist, und
{\displaystyle \lim \limits _{x\to +\infty }f(x)=-\infty }, {\displaystyle \lim \limits _{x\to -\infty }f(x)=+\infty },
falls {\displaystyle a} negativ ist.

### Nullstellen
Da eine kubische Funktion als Polynomfunktion stetig ist, folgt aus dem Verhalten im Unendlichen und dem Zwischenwertsatz, dass sie stets mindestens eine reelle Nullstelle hat. Andererseits kann eine ganzrationale Funktion vom Grad {\displaystyle n} nicht mehr als {\displaystyle n} Nullstellen besitzen. Somit folgt: Eine kubische Funktion hat in {\displaystyle \mathbb {R} } mindestens eine und maximal drei Nullstellen.
Zum Auffinden der Nullstellen einer kubischen Funktion siehe Kubische Gleichung und Cardanische Formeln.
Die Diskriminante der allgemeinen kubischen Funktion {\displaystyle f} lautet
{\displaystyle D=b^{2}c^{2}-4ac^{3}-4b^{3}d-27a^{2}d^{2}+18abcd}
und eignet sich zur Nullstellenklassifikation des Polynoms: Im Fall {\displaystyle D>0} existieren drei verschiedene reelle Nullstellen, im Fall {\displaystyle D<0} nur eine. Gilt {\displaystyle D=0}, so gibt es entweder eine einfache und eine doppelte reelle Nullstelle oder es gibt eine dreifache reelle Nullstelle.
Wenn der Funktionsgraph exakt eine reelle Nullstelle hat, dann kann diese auf folgende Weise ermittelt werden:
{\displaystyle f(x)=ax^{3}+bx^{2}+cx+d}
{\displaystyle NST=-{\frac {b}{3a}}-{\frac {1}{3a}}{\sqrt[{3}]{b^{3}-{\frac {9}{2}}abc+{\frac {27}{2}}a^{2}d+{\sqrt {{\bigl (}b^{3}-{\frac {9}{2}}abc+{\frac {27}{2}}a^{2}d{\bigr )}^{2}-{\bigl (}b^{2}-3ac{\bigr )}^{3}}}}}-}
{\displaystyle -{\frac {1}{3a}}{\sqrt[{3}]{b^{3}-{\frac {9}{2}}abc+{\frac {27}{2}}a^{2}d-{\sqrt {{\bigl (}b^{3}-{\frac {9}{2}}abc+{\frac {27}{2}}a^{2}d{\bigr )}^{2}-{\bigl (}b^{2}-3ac{\bigr )}^{3}}}}}}
Dabei ist der Ausdruck unter der Quadratwurzel positiv.
Diese Nullstellenformel bildet zur quadratischen Mitternachtsformel das kubische Analogon.
Das numerische Auffinden der Nullstellen ist beispielsweise mit dem Newton-Verfahren möglich.
Der Ausdruck {\displaystyle {\tfrac {b}{3a}}} steht für das arithmetische Mittel der Seiten {\displaystyle a}, {\displaystyle b} und {\displaystyle c} eines Quaders, vergleichbar dem {\displaystyle {\tfrac {p}{2}}} einer quadratischen Funktion, das das arithmetische Mittel der Seiten {\displaystyle a} und {\displaystyle b} eines Rechtecks ist.
Kubische Funktionen lassen sich als Nullpunktform darstellen:
{\displaystyle f(x)=(x+a)(x+b)(x+c)}
Dabei sind {\displaystyle a}, {\displaystyle b} und {\displaystyle c} die Seiten eines Quaders. Der Faktor vor dem {\displaystyle x^{3}}, die Steigung der Funktion, entspricht der Quaderzahl oder dem Anteil eines Quaders, der Faktor vor dem {\displaystyle x^{2}} entspricht der Seitensumme, der Faktor vor dem {\displaystyle x} entspricht der Hälfte einer Quaderoberfläche und die Konstante einem Quadervolumen:
{\displaystyle f(x)=mx^{3}+(a+b+c)x^{2}+(ab+ac+bc)x+abc}
Analog zur Scheitelpunktform einer quadratischen Funktion lässt sich eine Wendepunktform aufstellen mit Hilfe der kubischen Ergänzung:
{\displaystyle f(x)=\left(x+{\tfrac {a+b+c}{3}}\right)^{3}+dx+e}
Beispiel
{\displaystyle {\begin{aligned}f(x)&=x^{3}+9x^{2}+20x+12\\&=(x+3)^{3}-7x-15\\7x+15&=(x+3)^{3}\end{aligned}}}
Die erste Nullstelle ist gleich {\displaystyle x=-3+2=-1}, der Wendepunkt ist {\displaystyle {\tfrac {-3}{f(-3)}}}, {\displaystyle b+c=8=p}, {\displaystyle bc=12=q}. Quadratische Ergänzung ergibt die zweite und dritte Nullstelle: {\displaystyle x=-3+1=-2} und {\displaystyle x=-3-3=-6}.

### Monotonie und lokale Extrema
Als Polynomfunktion ist {\displaystyle f} beliebig oft differenzierbar. Für ihre 1. Ableitung {\displaystyle f'} ergibt sich die quadratische Funktion
{\displaystyle f'(x)=3ax^{2}+2bx+c}.
Ist deren Diskriminante {\displaystyle 4b^{2}-12ac} positiv, d. h. es gilt {\displaystyle b^{2}>3ac}, so besitzt {\displaystyle f} genau ein lokales Maximum und genau ein lokales Minimum. Anderenfalls ist {\displaystyle f} streng monoton, und zwar streng monoton wachsend für {\displaystyle a>0} und streng monoton fallend für {\displaystyle a<0}.

### Wendepunkt und Symmetrie
Jede kubische Funktion {\displaystyle f} besitzt genau einen Wendepunkt {\displaystyle (x_{W};f(x_{W}))}. Die Wendestelle
{\displaystyle x_{W}=-{\frac {b}{3a}}}
ist die eindeutig bestimmte Nullstelle der 2. Ableitung {\displaystyle f''(x)=6ax+2b}.
Der Funktionsgraph von {\displaystyle f} ist punktsymmetrisch zu seinem Wendepunkt.

### Normalform
Durch Verschiebung und Umskalierung lässt sich jede kubische Funktion {\displaystyle f} in die Form
{\displaystyle g(u)=u^{3}+ku}
mit {\displaystyle k\in \{-1,0,1\}} bringen.
Man erhält also genau drei mögliche Fälle dieser Normalform.:
1. {\displaystyle k=-1}: Der Graph von {\displaystyle g} besitzt zwei Extrempunkte.
2. {\displaystyle k=0}: Die Extrempunkte fallen zu genau einem  Sattelpunkt zusammen.
3. {\displaystyle k=1}: Der Graph von {\displaystyle g} besitzt weder Extrema noch Sattelpunkt, da die Ableitung jetzt auf dem gesamten Definitionsbereich positiv ist.

Da die Transformation auf Normalform die Existenz der Extrema nicht verändert, gilt diese Charakterisierung auch für die ursprüngliche Funktion {\displaystyle f}.
Der Koeffizient {\displaystyle k} ist das entgegengesetzte Vorzeichen der Diskriminante der Ableitung der ursprünglichen Funktion {\displaystyle f}.

## Kubische Parabel
Als kubische Parabeln bezeichnet man die Funktionsgraphen von kubischen Funktionen und diejenigen Kurven in der Ebene, die aus diesen durch Drehungen hervorgehen. Da bei der geometrischen Betrachtung der Kurve eine Translation irrelevant ist, braucht man nur kubische Polynome mit {\displaystyle b=d=0} analytisch zu untersuchen.

## Kubisches Polynom
Sei {\displaystyle R} ein beliebiger Ring. Als kubische Polynome über {\displaystyle R} bezeichnet man Ausdrücke der Form
{\displaystyle ax^{3}+bx^{2}+cx+d\in R[x]}
mit {\displaystyle a,b,c,d\in R} und {\displaystyle a\not =0}. Formal handelt es sich um Elemente des Polynomringes vom Grad 3, sie definieren Abbildungen von {\displaystyle R} nach {\displaystyle R}. Im Fall {\displaystyle R=\mathbb {R} } handelt es sich im obigen Sinne um kubische Funktionen.
Falls {\displaystyle R} ein algebraisch abgeschlossener Körper ist, zerfällt jedes kubische Polynom als Produkt dreier Linearfaktoren.
Allgemeiner sind kubische Polynome in {\displaystyle n} Variablen Ausdrücke der Form
{\displaystyle \sum _{i,j,k=1}^{n}a_{i,j,k}x_{i}x_{j}x_{k}+\sum _{i,j=1}^{n}b_{i,j}x_{i}x_{j}+\sum _{i=1}^{n}c_{i}x_{i}+d\in R[x_{1},\ldots ,x_{n}]},
wobei nicht alle {\displaystyle a_{i,j,k}} Null sein sollen.
Diese Polynome definieren Abbildungen von {\displaystyle R^{n}} nach {\displaystyle R}. Ihre Nullstellenmengen im {\displaystyle R^{n}} werden für {\displaystyle n=2} als kubische Kurven (falls die Kurve keine Singularitäten hat, als elliptische Kurven) und für {\displaystyle n=3} als kubische Flächen bezeichnet.